# Turbina hidráulica

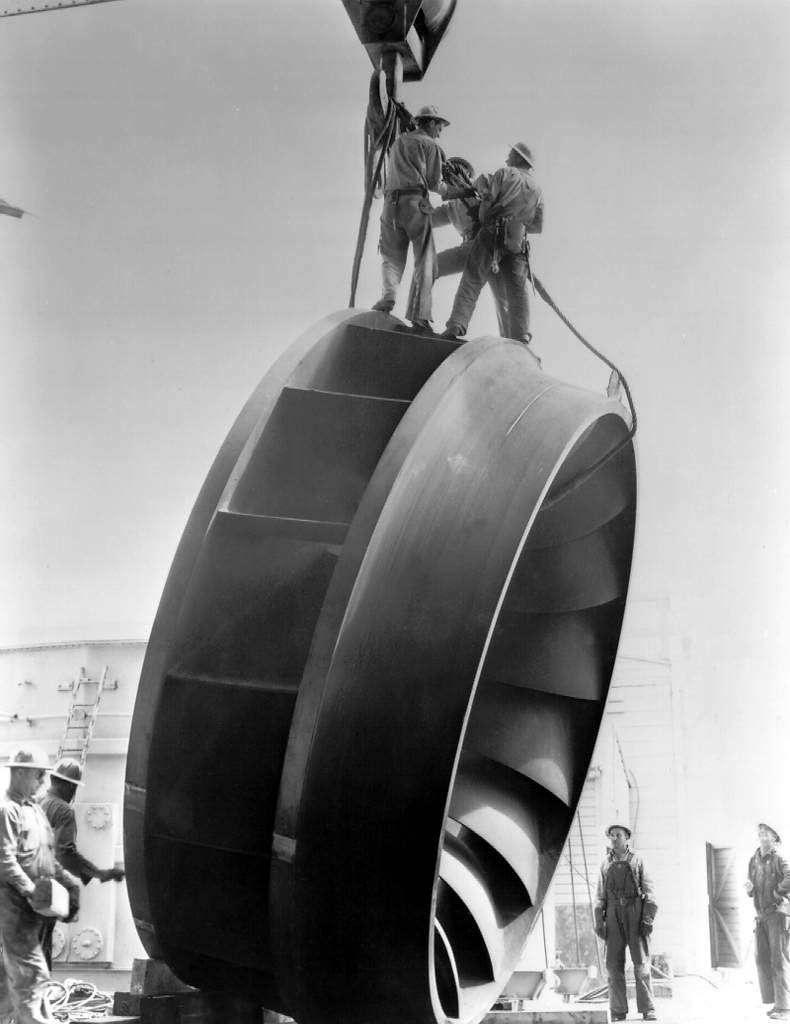
Rotor de una turbina Francis.

Turbina hidráulica y generador eléctrico, vista en corte.
A=generador ; 1=estátor ; 2=rotor;
B=turbina; 3=válvulas regulables; 4=paletas de la turbina; 5=flujo del agua; 6=eje de rotación de la turbina y del generador

Una turbina hidráulica es una turbomaquina motora hidráulica, que aprovecha la energía de un fluido que pasa a través de ella para producir un movimiento de rotación que, transferido mediante un eje, mueve directamente una máquina o bien un generador eléctrico que transforma la energía mecánica en eléctrica, así son el órgano fundamental de una central hidroeléctrica.
Fue inventada por Benoît Fourneyron en 1827, que instaló su primera máquina en Pont-sur-l'Ognon.

## Clasificación
Por ser turbomáquinas siguen la misma clasificación de estas, y pertenecen, obviamente, al subgrupo de las turbomáquinas hidráulicas y al subgrupo de las turbomáquinas motoras. En el lenguaje común de las turbinas hidráulicas se suele hablar en función de las siguientes clasificaciones:

### De acuerdo al cambio de presión en el rodete o al grado de reacción
- Turbinas de acción: Son aquellas en las que el fluido de trabajo no sufre un cambio de presión importante en su paso a través de rodete.
- Turbinas de reacción: Son aquellas en las que el fluido de trabajo sí sufre un cambio de presión importante en su paso a través de rodete.

Para clasificar a una turbina dentro de esta categoría se requiere calcular el grado de reacción de la misma. Las turbinas de acción aprovechan únicamente la velocidad del flujo de agua, mientras que las de reacción aprovechan además la pérdida de presión que se produce en su interior.

### De acuerdo al diseño del rodete

Carta para seleccionar turbinas hidráulicas en función del caudal y el salto.

Esta clasificación es la más determinista, ya que entre las distintas de cada género las diferencias solo pueden ser de tamaño, ángulo de los àlabes o cangilones, o de otras partes de la turbomáquina distinta al rodete. Los tipos más importantes son:
- Turbina Kaplan: son turbinas axiales, que tienen la particularidad de poder variar el ángulo de sus palas durante su funcionamiento. Están diseñadas para trabajar con saltos de agua pequeños y con grandes caudales.(Turbina de reacción)
- Turbina Hélice: tienen las válvulas regulables como las turbinas kaplan, pero a diferencia de estas, el ángulo de sus palas es fijo. En lugar de la variación del ángulo, se puede cambiar la velocidad del rotor. Así, de la vista hidráulica se vuelve el mismo efecto como con la variación de palas.[2]
- Turbina Pelton: Son turbinas de flujo transversal, y de admisión parcial. Directamente de la evolución de los antiguos molinos de agua, y en vez de contar con álabes o palas se dice que tiene cucharas. Están diseñadas para trabajar con saltos de agua muy grandes, pero con caudales pequeños.(Turbina de acción)
- Turbina Francis: Son turbinas de flujo mixto y de reacción. Existen algunos diseños complejos que son capaces de variar el ángulo de sus álabes durante su funcionamiento. Están diseñadas para trabajar con saltos de agua medios y caudal medios.
- Turbina Ossberger / Banki / Michell: La turbina OSSBERGER es una turbina de libre desviación, de admisión radial y parcial. Debido a su número específico de revoluciones cuenta entre las turbinas de régimen lento. El distribuidor imprime al chorro de agua una sección rectangular, y este circula por la corona de paletas del rodete en forma de cilindro, primero desde fuera hacia dentro y, a continuación, después de haber pasado por el interior del rodete, desde dentro hacia fuera.
- Turbina Turgo: Es una turbina hidráulica de impulso diseñada para saltos de desnivel medio. El rodete de una Turgo se parece a un rodete Pelton partido por la mitad. Para la misma potencia, el rodete Turgo tiene la mitad del diámetro que el de un rodete Pelton y dobla la velocidad específica.